# Krvavec (oddajnik)
Oddajnik Krvavec je oddajniški center, ki se nahaja na gori Krvavec na nadmorski višini 1740 metrov. Visok je 100 metrov. 
Namenjen je oddajanju digitalnih (DVB-T) televizijskih in analognih (FM) ter digitalnih (DAB+) radijskih signalov. 

Od analognih radijskih programov so z močjo 100 kilovatov v horizontalni polarizaciji z oddajnega centra Krvavec oddajani programi:
- Radio 1: 88,4 MHz (oddaja z manjšega pomožnega oddajnika z močjo 2 kilovatov v vertikalni polarizaciji)
- Prvi program radia Slovenija: 91,8 MHz
- Val 202: 98,9 MHz
- Ars: 102,0 MHz
- Radio Ognjišče: 104,5 MHz

Digitalno se z oddajnika oddaja nacionalni radijski multipleks R1 na frekvenci 215,072 MHz v vertikalni polarizaciji. Vsebuje programe:
- Prvi program radia Slovenija
- Val 202
- Ars
- Radio Slovenia International
- Radio Ognjišče
- Hitradio Center
- Radio 1
- Radio 1 80-a
- Rock radio
- Radio Ekspres
- Net FM
- Radio Veseljak
- Radio Študent
- Radio Aktual
- Radio City
- Radio Salomon

Na frekvenci 227,360 MHz z vertikalno polarizacijo deluje regionalni radijski multipleks R2 W, ki vsebuje programe:
- Radio Koper
- Radio Capodistria
- Radio 94
- Radio Sora
- Primorski val
- Radio Triglav
- Radio Robin
- Best FM
- Radio Antena
- Radio Bob
- Radio Capris
- Radio Kranj

Oddajnik služi tudi za televizijsko oddajanje. Digitalni multipleks A oddaja na 32. kanalu v horizontalni polarizaciji, znotraj njega se nahajajo:
- TV Slovenija 1 HD
- TV Slovenija 2 HD
- TV Slovenija 3 HD
- TV Maribor
- TV Koper-Capodistria
- Vaš  kanal

Do 1. decembra 2010 je oddajnik Krvavec služil tudi za oddajanje analognih televizijskih programov. V horizontalni polarizaciji in z močjo 50 kilovatov so bili oddajani:
- TV Slovenija 1: kanal 5
- TV Slovenija 2: kanal 21
- Kanal A: kanal 34
- Pop TV: kanal 58
- TV 3: kanal 68

## Zgodovina
Gradnja prvega, kovinskega oddajnega stolpa na Krvavcu se je pričela leta 1955, sočasno z izgradnjo prve žičnice in bližnjega planinskega doma. Stolp je pričel z oddajanjem dne 14. februarja 1957. Preden je leta 1958 pričela obratovati Televizija Ljubljana (danes Televizija Slovenija), se je izvajalo oddajanje oz. retransmisija signala prvega programa italijanske televizije RAI
12. novembra 1960 je oddajniški center doživel uradno otvoritev. Od istega leta je bilo možno sprejemati z močjo 1 kilovat na VHF-kanalu 5 oddajan prvi program takratne Televizije Ljubljana. Leto 1961 je pomenilo začetek radijskega oddajanja v FM-tehniki - z močjo 250 vatov je pričel delovati drugi program Radia Ljubljana (danes Radia Slovenija), od leta 1972 imenovan Val 202. 24. maja 1965 je krvavški oddajnik z močjo 100 vatov pričel oddajati drugi program Televizije Ljubljana na UHF-kanalu 21; do takrat je bil na njegovem mestu oddajan drugi program italijanske televizije RAI. V letu 1966 se je pričelo poskusno oddajanje v barvni tehniki, prav tako je 28. novembra istega leta z lokacije pričel delovati prvi nacionalni radijski program. 4. marca 1967 sta obstoječa prvi in drugi program Radia Ljubljana pričela oddajati v stereo tehniki, 15. junija 1969 pa se je jima je priključil še tretji program (Ars), sprva na frekvenci 91,7 MHz. Vsi dotakratni radijski programi so svoj čas bili oddajani z močjo 10 kilovatov.
Leto 1970 so preko oddajnika Krvavec bile predvajane prve barvne vsebine v lastni produkciji slovenske televizije. Šlo je za prenose v Ljubljani potekajočega svetovnega prvenstva v drsanju. Pred tem se je občasno izvajal poskusni dopoldanski prenos signala RAI iz Italije. Prav tako je v 70. letih oddajna moč televizijskih programov bila zvišana na 5 kilovatov.
Leta 1980 je bila dokončana izgradnja dostopne ceste do oddajnega centra. Med letoma 1981 in 1985 se je zaradi neskladnosti s tehničnimi zahtevami pričela izgradnja nove spremljevalne infrastrukture ob oddajniku ter novega železnobetonskega stolpa, ki je bil dokončan konec leta 1988. Nov železobetonski stolp stoji blizu lokacije starega; slednji je ob pričetku delovanja novega bil porušen. 5. maja 1990 so gledalci prvič lahko spremljali hkrati v stereo ter barvni tehniki izveden televizijski prenos izbora pesmi Evrovizije iz Zagreba.
2. julija 1991 je med osamosvojitveno vojno oddajnik doživel napade zračnih sil JLA. Cilj JLA je bil uničiti čim več komunikacijskih naprav v državi. Oddajni stolp je bil v napadu močno poškodovan in ga je bilo potrebno ponovno zgraditi. Škoda naj bi po ocenah znašala približno pol milijona evrov.
Leta 1997 se je preko oddajnega centra Krvavec pričelo poskusno oddajanje digitalnega radia v tehniki DAB s pokrivanjem Ljubljanske kotline in Gorenjske.
S 1. decembrom 2010 je oddajnik prenehal oddajati analogne televizijske programe, to so poleg prvega in drugega programa TV Slovenija bili še Kanal A, Pop TV in TV 3. Nekaj let pred izklopom analognega signala (2006) se je pričelo redno digitalno televizijsko oddajanje v standardu DVB-T MPEG4. 12. novembra 2013 se je končalo poskusno oddajanje programov Radia Slovenija v sklopu digitalnega multipleksa v tehniki DAB. Nadomestilo ga je redno digitalno oddajanje v tehniki DAB+, ki je poslušalcem na voljo od septembra 2016.
Krvavec velja za največji oz. najpomembnejši oddajni center v Sloveniji. Je tudi (gledano na ravni Slovenije) na najvišji nadmorski višini ležeč objekt svoje vrste. V osrednjem nadzornem prostoru oddajnika se nahaja računalniško krmiljen sistem, ki omogoča vklop in izklop oddajanja ter spreminjanje trenutno izsevane moči.